# Defesa nacional espiritual

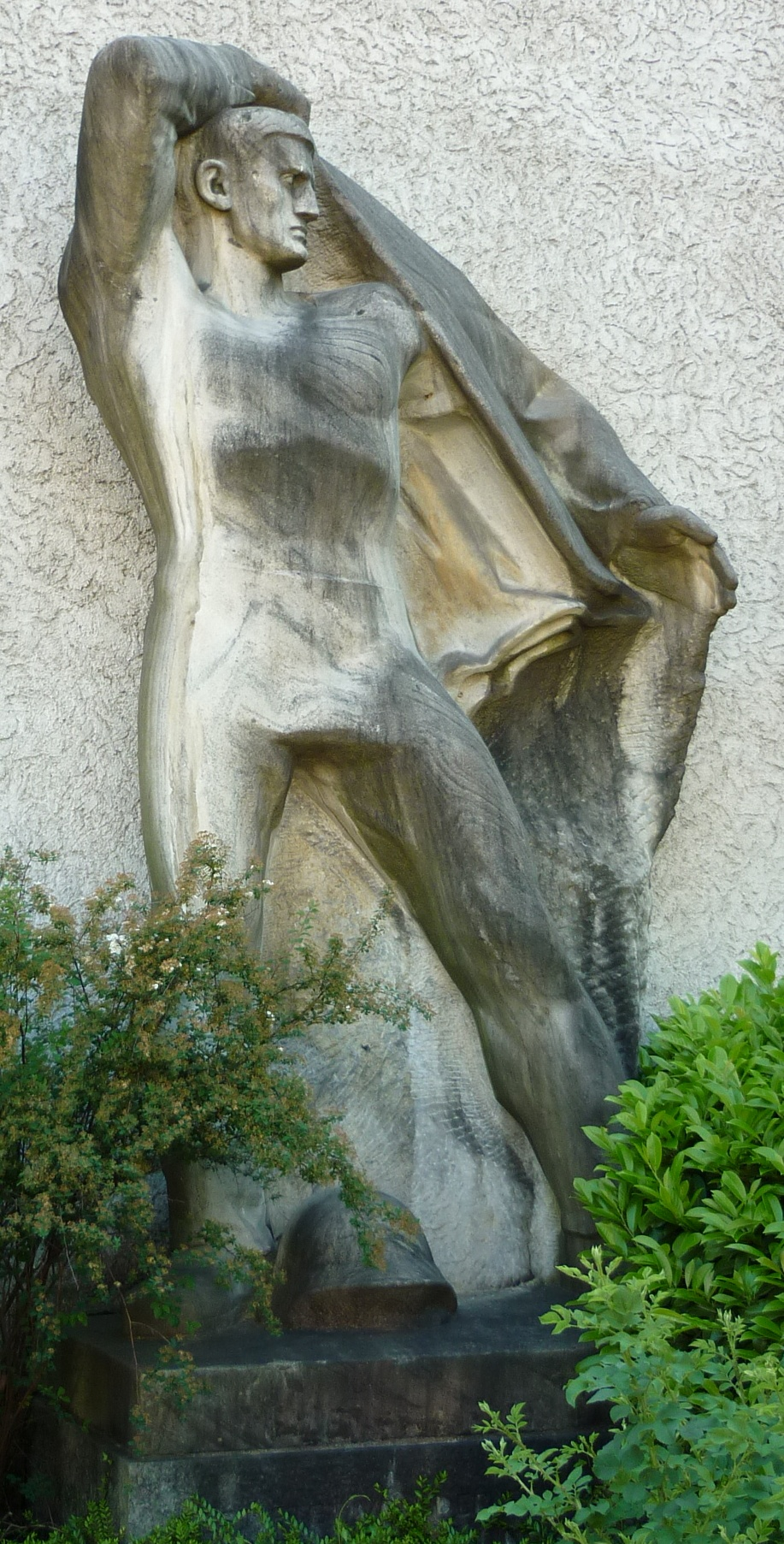

A Defesa Nacional Espiritual da Suíça foi um movimento político e cultural que, na década de 1930 até os anos 1960, afirmou os valores nacionais e a defesa suíça contra o fascismo totalitário, nazista ou comunista.